# Charles Reidpath
Charles Decker Reidpath, född 20 september 1889 i Buffalo, New York, död 21 oktober 1975 i Kenmore, New York, var en amerikansk friidrottare.
Reidpath blev olympisk mästare på 400 meter vid sommarspelen 1912 i Stockholm.